# Pomona (Kansas)
Pomona és una població dels Estats Units a l'estat de Kansas. Segons el cens del 2000 tenia 923 habitants.

## Demografia
Segons el cens del 2000, Pomona tenia 923 habitants, 353 habitatges, i 242 famílies. La densitat de població era de 468,9 habitants/km².
Dels 353 habitatges en un 37,7% hi vivien nens de menys de 18 anys, en un 54,1% hi vivien parelles casades, en un 12,2% dones solteres, i en un 31,2% no eren unitats familiars. En el 26,1% dels habitatges hi vivien persones soles el 12,2% de les quals corresponia a persones de 65 anys o més que vivien soles. El nombre mitjà de persones vivint en cada habitatge era de 2,61 i el nombre mitjà de persones que vivien en cada família era de 3,18.
Per edats la població es repartia de la següent manera: un 30,1% tenia menys de 18 anys, un 6,9% entre 18 i 24, un 29,7% entre 25 i 44, un 19,7% de 45 a 60 i un 13,5% 65 anys o més.
L'edat mediana era de 35 anys. Per cada 100 dones de 18 o més anys hi havia 92 homes.
La renda mediana per habitatge era de 30.521 $ i la renda mediana per família de 35.625 $. Els homes tenien una renda mediana de 25.875 $ mentre que les dones 18.641 $. La renda per capita de la població era de 12.939 $. Entorn del 4,4% de les famílies i el 9,2% de la població estaven per davall del llindar de pobresa.

## Poblacions més properes
El següent diagrama mostra les poblacions més properes.